# Marcos Paz (partido)
Marcos Paz (Partido de Marcos Paz) is een partido in de Argentijnse provincie Buenos Aires. Het bestuurlijke gebied telt 43.400 inwoners. Tussen 1991 en 2001 steeg het inwoneraantal met 49,12 %.

## Plaats in partido Marcos Paz
- Marcos Paz